# Garou: Mark of the Wolves
Garou: Mark of the Wolves (Garou: la Marca de los Lobos; en japonés: 餓狼マークオブザウルブズ, Hepburn: Garō: Māku obu za Urubuzu, lit. Lobo Hambriento: la Marca de los Lobos) es un videojuego de peleas de la saga Fatal Fury publicado por la compañía SNK en 1999 originalmente para el sistema Neo Geo y luego como Fatal Fury: Mark of the Wolves para la consola Dreamcast de Sega. 
Es el noveno juego de la saga Fatal Fury, y se caracteriza por suponer tanto una renovación en personajes así como en los modos de juego dentro de la saga.
Durante EVO 2022, se reveló que se dio luz verde oficialmente a una secuela para estar en desarrollo en SNK.

## Historia
La acción transcurre 10 años después de la muerte de Geese Howard, algo que es mostrado durante la introducción del juego recreándose la batalla final de Terry Bogard contra este. Terry se encarga de cuidar de Rock Howard, hijo de Geese. En la época del juego se celebra un torneo, organizado por Kain R. Heinlein, que se denomina The King of Fighters: Maximum Mayhem. Rock Howard decide apuntarse para descubrir quien es su madre y el porqué de la fuente de su poder.
Cabe destacar que todos los personajes tradicionales de la saga Fatal Fury (salvo Terry Bogard) han desaparecido para dar paso a otros nuevos, que a su vez pueden tener relación anterior a la trama (como Rock Howard o los hijos de Kim) o no tenerla (como Bonne Jenet). Los luchadores guardan similitud en sus estilos de combate con varios personajes anteriores de otros títulos.
El juego fue una respuesta de SNK a la salida de Street Fighter III de Capcom, con el que guarda muchos parecidos en lo referente a renovación de personajes y estilo de combate.

## Introducción del juego
- Versión en Inglés:

 Certainly, they existed ... 
 Those blinded by ambition, 
 Those consumed with vengeance. 
 But here they do not exist. 
 Only Winners 
 and losers here. 
 But here, THE MIGHTY RULE
- Versión en Español:

Ciertamente, ellos existieron...
Esos cegados por ambición,
Esos consumidos con venganza.
Pero aquí ellos no existen.
Sólo los triunfadores
y los derrotados.
Ya que ahora, LOS PODEROSOS PREVALECEN!

## Características técnicas
Garou: MOTW intentó utilizar al máximo las capacidades gráficas de Neo-Geo. A pesar de que la máquina era incapaz de renderizar unos gráficos en 3D, el juego emplea varias técnicas avanzadas de 2D para intentar producir la sensación al jugador de unas 3 dimensiones "reales". Los sprites y detalle de los personajes aumentaron y se utilizó el motor del juego The Last Blade 2
SNK también introdujo un sistema de detección de colisiones que mejoraba la jugabilidad al igual que las nuevas características introducidas en el sistema de juego. Por otra parte, el sonido empleado utilizaba composiciones más cercanas a la electrónica, y el diseño de todos los personajes había sido más estilizado que en otras ediciones, acercándose en ocasiones al de personajes de anime.
La versión arcade tiene solamente el modo Historia y Versus, mientras que la de consola incluye un modo survival y el de entrenamiento.

## Sistema de juego
Es un juego de lucha en 2D similar a otras entregas de Fatal Fury, pero que cuenta con varias peculiaridades que afectan a los combates. El juego utiliza el sistema Solo defensa (similar al parrying de Street Fighter III), consistente en cubrirse justo en el momento de recibir un impacto. Al hacer esto, se recupera una pequeña porción de la energía y se podrá realizar un contraataque.
También introduce el sistema T.O.P (Tactical Offensive Position System) que consiste en elegir una de las tres partes de la barra de energía (superior, intermedia o inferior). Cuando en plena pelea se llega a la parte elegida, el personaje brilla, y si es dañado, se regenera su energía. También se tiene un ataque especial asignado a una combinación simple de botones, C+D (en la versión arcade).
Por último, hay una barra de movimientos especiales con 2 etapas: una primera cuyo efecto no es muy poderoso, y otra en la que se realizan los ataques más poderosos. Dicha barra se va llenando conforme se realicen habilidades especiales, se reciba daño o se lleva a cabo el sistema de "Just Defence" (defensa precisa o "solo defensa").
En la versión arcade si el jugador pierde un combate y desea continuar tiene la posibilidad de elegir (o no) un handicap que le pueda facilitar pasar de fase.

## Personajes
- Bonne Jennet (Rei Saito): Es una pirata rubia de gran belleza que se inscribió al torneo de Maximum Mayhem por el dinero del premio. Su estilo de combate utiliza ante todo proyectiles y combinados. Siempre anda con su séquito de piratas.

- Freeman (Eiji Yano): De nombre desconocido, es un asesino en serie que utiliza durante el combate movimientos de corte con sus manos, como si estas fueran cuchillas. Poco más se sabe de él, excepto que dejó muy lastimado a Kim Kaphwan cuando intentó arrestarlo y que mató al compañero de patrullas de Kevin Rian.

- Gato (Kōji Ishii): Un luchador muy poderoso que va en búsqueda de rivales a su altura. Es el hermano mayor de Hotaru Futuaba, pero él no lo quiere aceptar. Tiene un carácter arisco, su estilo de lucha utiliza ataques bastante poderosos y es un personaje muy técnico.

- Grant (Yô Kitezawa): Maestro de un estilo oscuro conocido como Karate Ankoku, es guardaespaldas y mejor amigo de Kain R. Heinlein. Su nombre real es Abel Cameron.

- Hokutomaru (Junko Takeuchi): Estudiante del ninjutsu de Andy Bogard, es un niño de 14 años entrenado como ninja por el propio Andy. Es un personaje muy rápido y de ataques impredecibles en los combates, aunque se le caracteriza durante el juego como algo torpe. Su misión final es ganar el torneo para demostrarle a Andy que es el ninja más poderoso.

- Hotaru Futaba (Yui Horie): Hermana pequeña de Gato, busca a su hermano desde hace años y se presenta al torneo para ello. Tiene un gran parecido en las técnicas, inspiradas en el kung fu, pero a diferencia de Gato, Hotaru tiene un carácter mucho más bondadoso. En sus combates la acompaña su mascota, una comadreja llamada Itokatsu.

- Kain R. Heinlein (Jun Hashimoto): Es el jefe principal y organizador del torneo, es el hermano menor de Marie Howard, la madre de Rock, y por lo tanto, su tío. Posee un poder endemoniado de piroquinésis morada, (idéntica a la de Iori Yagami), aparte de poseer la capacidad de arrojar gigantescas bolas de energía como movimientos de desesperación.

- Kevin Rian (Yô Kitezawa): Oficial de policía y amigo de Terry y Rock. Su estilo de lucha es el sambo, muy centrado sobre todo en llaves y presas. Durante los combates lo anima un amigo de su hijo. En Garou busca venganza por el asesinato de su compañero policía, asesinado por Freeman. En las sagas de Fatal Fury se le relaciona con Blue Mary.

- Kim Dong Hwan (Jun Hashimoto): Hijo de Kim Kaphwan, su estilo de combate es el taekwondo. Tiene una personalidad perezosa, no le gusta entrenar, trata de ser un conquistador de mujeres y posee una técnica más informal que la de su hermano. Dong Hwan cree que es un genio del taekwondo, por lo que no se toma en serio los entrenamientos tanto como Jae Hoon. Su técnica especial utiliza el trueno y usa un dobok negro con ribetes rojos.

- Kim Jae Hoon (Hiroki Asakawa): El otro hijo de Kim Kaphwan y hermano menor de Dong Hwan, su estilo de combate también es el taekwondo. Tiene a su padre como ejemplo a seguir y lo imita tanto en estilo de entrenamiento como en su concepción de la justicia. Tiene un estilo de juego parecido al de su padre en anteriores Fatal Fury, y es bastante más técnico que Dong Hwan. Su técnica especial utiliza fuego y usa un dobok blanco con ribetes verdes.

- Khushnood Butt (Hikaru Hanada): Es un discípulo brasileño de Ryo Sakazaki (personaje de Art of Fighting) y su estilo es el Karate Kyokugenryu. Butt vive y entrena en un bosque, y se inscribió al torneo Maximum Mayhem para mostrar el valor de su técnica de combate. Su estilo se asemeja al utilizado por Ryo en anteriores ediciones de Fatal Fury y su compañero de entrenamiento es un oso. Se llama Marco Rodríguez en Japón, pero fue renombrado en la versión estadounidense posiblemente para evitar confusión con el norteamericano artista marcial mixto Ricco Rodríguez.

- Rock Howard (Eiji Takemoto): Protagonista principal del juego. Hijo de Geese Howard, Terry Bogard cuidó de él tras haber matado a su padre. Durante el juego, Rock trata de saber quien es su madre. Al igual que su padre, Rock posee una fuerza interior demoníaca que no controla completamente. Sin embargo, su estilo de combate es muy similar al Terry Bogard de las primeras ediciones, así como su forma de vestir.

- Terry Bogard (Satoshi Hashimoto): Terry es el personaje principal de las anteriores sagas de Fatal Fury, que cambia su look en esta edición. Tras la batalla contra Geese, Terry se hizo cargo de su hijo, Rock. Su tradicional técnica Rising tackle ahora es una técnica especial de Rock Howard, por lo que no puede ser usada por él en este juego, aunque posee otro nuevo ataque especial llamado Buster wolf.

- Tizoc (Hikaru Hanada): Es un famoso luchador de lucha libre profesional al que los niños ven como un héroe. Desilusionado con su vida, entra en el torneo para descubrirse a sí mismo y a su interés por la lucha. Se llama The Griffon Mask en Japón.

## Otras apariciones
Todos los personajes de Garou: MOTW volvieron a aparecer todos juntos en Card Fighters Clash 2 del Neo Geo Pocket. Lanzado el 13 de septiembre de 2001 exclusivamente en Japón. Después personajes como Rock, Gato, Tizoc, B. Jennet, Hotaru, Butt y Kain volvieron a aparecer en cartas en SNK vs Capcom del Nintendo DS.
Los personajes que continuaron en posteriores juegos de SNK fueron Rock (En juegos como Capcom vs SNK 2, La saga de KOF Maximum Impact, Neo Geo Battle Coliseum, The King of Fighters XIV y The King of Fighters XV), Tizoc (A partir de The King of Fighters 2003 y The King of Fighters XI),  Gato (En The King of Fighters 2003, The King of Fighters XI y The King of Fighters XV), Bonne Jenet (también en la saga de KOF Maximum Impact, The King of Fighters XI y The King of Fighters XV), y Hotaru (En Neo Geo Battle Coliseum y en The King of Fighters XI como personaje exclusivo en la versión de PS2).

## Cronología
- Fatal Fury - King of Fighters (1991)
- Fatal Fury 2 (1992)
- Fatal Fury Special (1993)
- Fatal Fury 3: Road to the Final Victory (1995)
- Real Bout Fatal Fury (1995)
- Real Bout Fatal Fury Special (1997)
- Real Bout Fatal Fury Special 2: The Newcomers (1998)
- Fatal Fury Wild Ambition (1999)
- Garou: Mark of the Wolves (1999)